# Serbia Open 2022
Giải quần vợt Serbia Mở rộng 2022 là một giải quần vợt thi đấu trên mặt sân đất nện ngoài trời. Đây là lần thứ 6 giải đấu được tổ chức và là một phần của ATP Tour 250 trong ATP Tour 2022. Giải đấu diễn ra ở Belgrade, Serbia, từ ngày 18 đến ngày 24 tháng 4 năm 2022.

## Điểm và tiền thưởng

### Phân phối điểm
| Sự kiện | VĐ  | CK  | BK | TK | Vòng 1/16 | Vòng 1/32 | Q  | Q2 | Q1 |
| Đơn     | 250 | 150 | 90 | 45 | 20        | 0         | 12 | 6  | 0  |
| Đôi     | 250 | 150 | 90 | 45 | 0         | —         | —  | —  | —  |

### Tiền thưởng
| Sự kiện | VĐ      | CK      | BK      | TK      | Vòng 1/16 | Vòng 1/32 | Q2     | Q1     |
| Đơn     | €81,310 | €47,430 | €27,885 | €16,160 | €9,380    | €5,730    | €2,870 | €1,565 |
| Đôi*    | €28,250 | €15,110 | €8,860  | €4,950  | €2,920    | —         | —      | —      |

*mỗi đội

## Nội dung đơn

### Hạt giống
| Quốc gia | Tay vợt           | Xếp hạng1 | Hạt giống |
| -------- | ----------------- | --------- | --------- |
| SRB      | Novak Djokovic    | 1         | 1         |
|          | Andrey Rublev     | 8         | 2         |
|          | Karen Khachanov   | 24        | 3         |
|          | Aslan Karatsev    | 30        | 4         |
| CHI      | Cristian Garín    | 31        | 5         |
| ITA      | Fabio Fognini     | 32        | 6         |
| SRB      | Miomir Kecmanović | 38        | 7         |
| SRB      | Filip Krajinović  | 39        | 8         |

- 1 Bảng xếp hạng vào ngày 11 tháng 4 năm 2022[3]

### Vận động viên khác
Đặc cách:
- Mikhail Kukushkin
- Hamad Međedović
- Alejandro Tabilo

Bảo toàn thứ hạng:
- Aljaž Bedene

Vượt qua vòng loại:
- Taro Daniel
- Jiří Lehečka
- Thiago Monteiro
- Roman Safiullin

### Rút lui
- Benjamin Bonzi → thay thế bởi  João Sousa
- Borna Ćorić → thay thế bởi  Aljaž Bedene
- Hugo Gaston → thay thế bởi  Henri Laaksonen
- Alex Molčan → thay thế bởi  Mikael Ymer
- Gaël Monfils → thay thế bởi  Marco Cecchinato

## Nội dung đôi

### Hạt giống
| Quốc gia | Tay vợt        | Quốc gia | Tay vợt         | Xếp hạng1 | Hạt giống |
| -------- | -------------- | -------- | --------------- | --------- | --------- |
| CRO      | Nikola Mektić  | CRO      | Mate Pavić      | 7         | 1         |
| ITA      | Simone Bolelli | ITA      | Fabio Fognini   | 56        | 2         |
| AUS      | Matthew Ebden  | AUS      | Max Purcell     | 57        | 3         |
| CRO      | Ivan Dodig     | USA      | Austin Krajicek | 62        | 4         |

- Bảng xếp hạng vào ngày 4 tháng 4 năm 2022

### Vận động viên khác
Đặc cách:
- Hamad Međedović /  Jakub Menšík
- Ivan Sabanov /  Matej Sabanov

### Rút lui
Trước giải đấu
- Benjamin Bonzi /  Hugo Gaston → thay thế bởi  Lloyd Glasspool /  Harri Heliövaara

## Nhà vô địch

### Đơn
- Andrey Rublev đánh bại  Novak Djokovic, 6–2, 6–7(4–7), 6–0

### Đôi
- Ariel Behar /  Gonzalo Escobar đánh bại  Nikola Mektić /  Mate Pavić, 6–2, 3–6, [10–7]